# Aperileptus convexus
Aperileptus convexus är en stekelart som beskrevs av Dasch 1992. Aperileptus convexus ingår i släktet Aperileptus och familjen brokparasitsteklar. Inga underarter finns listade i Catalogue of Life.